# Pulsphasenmodulation
Die Pulsphasenmodulation (PPM) ist eine Modulationsart für zeitdiskrete Signale.
Bei ihr werden Pulse (eines konstanten Referenztaktes) in der zeitlichen Lage, nämlich der Phase, verschoben. Diese Phasenverschiebung symbolisiert das ursprüngliche zeitdiskrete Signal. Die Periodendauer, der Tastgrad und die Amplitude bleiben gleich.
Weil der Referenztakt nicht gesendet wird, muss er in dem Empfänger mittels Taktrückgewinnung nachgebildet werden, damit die zeitliche Verschiebung fehlerfrei ausgewertet werden kann.
In jüngerer Zeit gewann die Pulsphasenmodulation wegen der Nutzung bei dem Ultrabreitbandfunk an Bedeutung.
Für die zeitliche Verschiebung {\displaystyle \Delta \tau } gegenüber dem Referenztakt gilt:
{\displaystyle \Delta \tau (k)={\frac {T}{2}}{\Big (}1+{\frac {v(kT)}{v_{\text{max}}}}{\Big )}}
Dabei ist
- v(kT) der k-te Abtastwert bei einer Periodendauer (des Referenztaktes) T und
- vmax die Amplitude.

Je größer die Amplitude des ursprünglichen zeitdiskreten Signals ist, desto größer ist die zeitliche Verschiebung zwischen der steigenden Flanke des Referenztaktes und der steigenden Flanke des modulierten Signals.
Die Pulsphasenmodulation ist keine eigenständige Modulationsart, sondern die Variante der Phasenmodulation, bei der gleichmäßige Pulse mit einem zeitdiskreten Signal moduliert werden.